# 欧日地区皮托
欧日地区皮托（法語：Putot-en-Auge，法語發音：[pyto ɑ̃.n‿oʒ] ⓘ）是法国卡尔瓦多斯省的一个市镇，属于利雪区。

## 地理
欧日地区皮托（49°13'3"N, 0°4'7"W）面积6.58 平方千米，位于法国诺曼底大区卡爾瓦多斯省，该省份为法国西北部沿海省份，北濒大西洋英吉利海峡，东北与滨海塞纳省以海上边界相接，东临厄尔省，南至奧恩省，西与芒什省接壤。
与欧日地区皮托接壤的市镇（或旧市镇、城区）包括：欧日地区伯夫龙、欧日地区克里克维尔、多聚莱、古斯特朗维尔、欧日地区奥托。

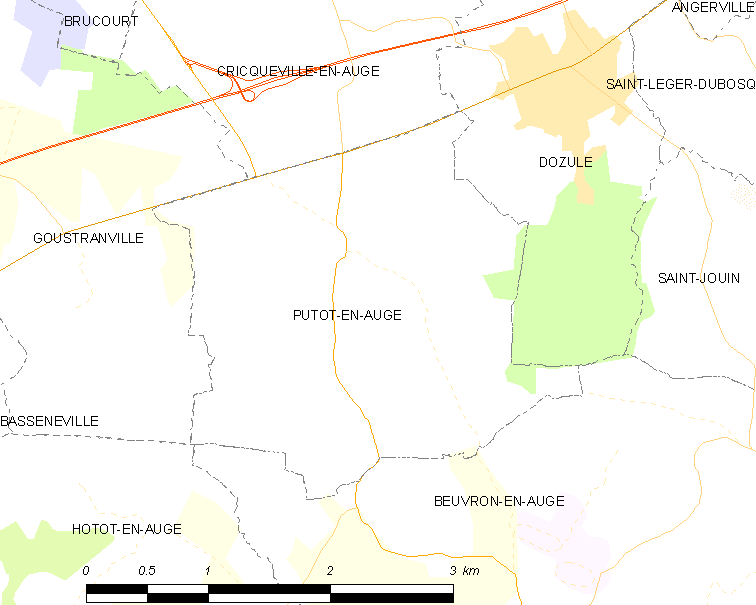
欧日地区皮托的OSM定位图

欧日地区皮托的时区为UTC+01:00、UTC+02:00（夏令时）。

## 行政
欧日地区皮托的邮政编码为14430，INSEE市镇编码为14524。

## 政治
欧日地区皮托所属的省级选区为卡堡县。

## 人口

1962-2008年间欧日地区皮托人口变化图示

欧日地区皮托于2022年1月1日时的人口数量为311人。